# Kristof Vliegen
Kristof Vliegen, né le 22 juin 1982 à Maaseik, est un joueur de tennis belge, professionnel sur le Circuit ATP de 2001 à 2011. Il met fin à sa carrière sportive le 13 juillet 2011, après de multiples blessures.
Il était surnommé Fly et a fait partie de l'Équipe de Belgique de Coupe Davis.

## Carrière

### 2006
Kristof Vliegen commence l'année avec une demi-finale au tournoi de Chennai, où il s'incline au tie-break du 3e set face à Ivan Ljubičić. À l'Open d'Australie, Vliegen élimine son compatriote Christophe Rochus au premier tour et Fernando Verdasco au deuxième tour mais voit sa tournée australienne stoppée au tour suivant par l'Argentin Juan Ignacio Chela. Il se rend ensuite à San José, où Vincent Spadea l'élimine au stade des quarts de finale. Il continue sa tournée américaine à Memphis, où il crée la surprise en éliminant au premier tour un des joueurs en forme de la saison et favori du public : James Blake. S'ensuit une victoire face à Paul Capdeville et une demi-finale face à Robin Söderling qui met un terme à sa belle semaine. À Miami, Kristof s'impose au second tour face au 8e joueur mondial Gastón Gaudio mais s'incline au tour suivant.
En avril, Kristof Vliegen (ATP 53) a le vent en poupe. Depuis le début de la saison, le Limbourgeois a gagné 42 places à l'ATP. Il décide alors de se séparer de son entraîneur Gunther Vanderveeren, avec qui il travaillait depuis près d'un an et se rend à Monaco avec son ancien et nouvel entraîneur, Philippe Dehaes. Face à Rafael Nadal en huitième de finale, Vliegen joue sans complexe mais l'Espagnol est bien difficile à surprendre sur terre : Kristof Vliegen s'incline en deux manches.
À Munich, il atteint la finale où il retrouve Olivier Rochus. Pour la première fois dans l'histoire, une finale d'un tournoi ATP oppose deux joueurs belges. Vliegen commence le match de façon nerveuse, et cède rapidement un break à Olivier mais il s'accroche à son adversaire. À 4-4, Rochus reprend le service de Vliegen, qui commet plus de fautes directes. Olivier Rochus se doit de conclure sur son propre jeu de service, et il le réussit parfaitement. Rochus empoche la seconde manche 6-2. Grâce à sa finale, Kristof Vliegen atteint la 37e place du classement ATP.
À Roland-Garros, Vliegen est éliminé d'entrée malgré 7 balles de match en sa faveur lors de la 4e manche. Il a finalement a été battu en 5 sets par le Tchèque Lukáš Dlouhý en 3 heures et 29 minutes. Kristof Vliegen se rend ensuite en Allemagne afin de participer au tournoi sur gazon de Halle, où il sincline au stade des demi-finales face à Tomáš Berdych.
La suite de la saison est moins réjouissante, avec tout de même un quart de finale à Stockholm et un huitième de finale au Masters de Madrid après avoir à nouveau battu James Blake, alors 7e mondial.

### 2007
Au début de l'année 2007, Kristof remporte deux victoires importantes en Coupe Davis contre Lleyton Hewitt et Chris Guccione qui qualifient la Belgique pour les quarts de finale contre l'Allemagne. Kristof réalise ensuite une saison moins prolifique où il perd de nombreuses fois au 1er ou 2e tour des tournois ATP, atteignant uniquement le 3e tour à Monte-Carlo et à Roland-Garros. En septembre, il se hisse en finale de l'Ethias Trophy de Mons où il s'incline face au jeune Letton Ernests Gulbis. Il perd de nombreuses places au classement mondial, passant de la 31e à la 98e place mondiale.

### 2008
Kristof Vliegen commence sa saison en se hissant au 2e tour du tournoi de Chennai mais aussi de l'Open d'Australie. Il gagne ensuite le tournoi Challenger de Wrocław, doté de 106 500 €. Il continue sa saison par la Coupe Davis contre la République tchèque où il perd son match de simple contre Tomáš Berdych et son match de double avec Olivier Rochus contre Tomáš Berdych et Radek Štěpánek. Ne réitérant pas ses résultats de la saison précédente, il perd de nombreuses places au classement ATP. Il se rabat alors sur le circuit Challenger. Il y remporte les tournois de Genève, Düsseldorf et Grenoble.

## Palmarès

### Finales en simple (2)
| No | Date       | Nom et lieu du tournoi       | Catégorie   | Surface      | Vainqueur         | Score     |          |
| -- | ---------- | ---------------------------- | ----------- | ------------ | ----------------- | --------- | -------- |
| 1  | 30/12/2002 | AAPT Championships, Adélaïde | Int' Series | Dur (ext.)   | Nikolay Davydenko | 6-2, 7-63 | Parcours |
| 2  | 01/05/2006 | BMW Open by FWU AG, Munich   | Int' Series | Terre (ext.) | Olivier Rochus    | 6-4, 6-2  | Parcours |

### Finales en double (2)
| No | Date       | Nom et lieu du tournoi               | Catégorie   | Surface    | Vainqueurs                | Partenaire     | Score               |          |
| -- | ---------- | ------------------------------------ | ----------- | ---------- | ------------------------- | -------------- | ------------------- | -------- |
| 1  | 09/10/2006 | If Stockholm Open Stockholm          | Int' Series | Dur (int.) | Paul Hanley Kevin Ullyett | Olivier Rochus | 7-62, 6-4           | Parcours |
| 2  | 19/07/2010 | Atlanta Tennis Championships Atlanta | ATP 250     | Dur (ext.) | Scott Lipsky Rajeev Ram   | Rohan Bopanna  | 6-3, 64-7 , [12-10] | Parcours |

### Titres en tournois Challenger

#### En simple (9/13)
| Résultat  | Date       | Tournoi                                                   | Prize Money | Adversaire en finale  | Score           |
| --------- | ---------- | --------------------------------------------------------- | ----------- | --------------------- | --------------- |
| Victoire  | 19/08/2002 | Geneva Challenger, Genève                                 | 37 500 $    | Galo Blanco           | 6-2, 6-2        |
| Victoire  | 12/05/2003 | Zagreb Open, Zagreb                                       | 50 000 $    | Rubén Ramírez Hidalgo | 6-1, 4-6, 6-0   |
| Victoire  | 29/09/2003 | Challenger Groningen, Groningue                           | 50 000 $    | Joachim Johansson     | 6-4, 6-4        |
| Finaliste | 19/04/2004 | Trofeu Internacional CE Laieta, Barcelone                 | 25 000 $    | Stanislas Wawrinka    | 4-6, 3-6        |
| Finaliste | 11/04/2005 | Capital Bermuda Open, Paget                               | 100 000 $   | Tomáš Zíb             | 7-68, 66-7, 1-6 |
| Finaliste | 04/07/2005 | Siemens Open, Schéveningue                                | 50 000 $    | Melle van Gemerden    | 4-6, 3-6        |
| Finaliste | 01/10/2007 | Ethias Trophy, Mons                                       | 125 000 $   | Ernests Gulbis        | 5-7, 3-6        |
| Victoire  | 28/01/2008 | KGHM Dialog Polish Indoors, Wrocław                       | 106 500 €   | Jürgen Melzer         | 6-4, 3-6, 6-3   |
| Victoire  | 18/08/2008 | IPP Trophy, Genève                                        | 30 000 €    | Youri Chtchoukine     | 6-2, 6-1        |
| Victoire  | 01/09/2008 | Düsseldorf Open, Düsseldorf                               | 30 000 €    | Andreas Beck          | 6-0, 6-3        |
| Victoire  | 22/09/2008 | Open des Alpes Trophée BNP Paribas, Grenoble              | 42 500 €    | Alexandre Sidorenko   | 6-4, 6-3        |
| Victoire  | 22/09/2009 | Open de Franche Comté - Internationaux du Doubs, Besançon | 106 500 €   | Andreas Beck          | 6-2, 66-7, 6-3  |
| Victoire  | 06/07/2009 | Siemens Open, Schéveningue                                | 64 000 €    | Albert Montañés       | 4-2 ab.         |

#### En double (4/7)
| Résultat  | Date       | Tournoi                                   | Prize Money | Partenaire              | Adversaires                             | Score             |
| --------- | ---------- | ----------------------------------------- | ----------- | ----------------------- | --------------------------------------- | ----------------- |
| Victoire  | 21/03/2005 | Torneo Internazionale de Tennis, Barletta | 21 250 €    | Tom Vanhoudt            | Lukáš Dlouhý Youri Chtchoukine          | 6-4, 5-7, 7-5     |
| Finaliste | 04/07/2005 | Siemens Open, Schéveningue                | 42 500 €    | Steve Darcis            | Julien Benneteau Édouard Roger-Vasselin | 7-5, 5-7, 65-7    |
| Victoire  | 12/03/2007 | BMW Tennis Championship, Sunrise          | 100 000 $   | Konstantinos Economidis | Juan Martín del Potro Sebastián Prieto  | 6-3, 6-4          |
| Finaliste | 06/08/2007 | AKBank Private Banking Ted Open, Istanbul | 100 000 $   | Dick Norman             | James Auckland Ross Hutchins            | 7-5, 65-7, [7-10] |
| Finaliste | 17/03/2008 | BMW Tennis Championship, Sunrise          | 100 000 $   | Peter Wessels           | Janko Tipsarević Dušan Vemić            | 2-6, 65-7         |
| Victoire  | 25/08/2008 | Black Forest Open, Freudenstadt           | 30 000 €    | Dick Norman             | Rainer Eitzinger Armin Sandbichler      | 6-3, 6-3          |
| Victoire  | 26/04/2010 | Tunis, Tunis                              | 125 000 $   | Jeff Coetzee            | James Cerretani Adil Shamasdin          | 7-63, 6-3         |

## Parcours dans les tournois duGrand Chelem

### En simple
| Année | Open d'Australie | Open d'Australie | Internationaux de France | Internationaux de France | Wimbledon       | Wimbledon    | US Open         | US Open       |
| ----- | ---------------- | ---------------- | ------------------------ | ------------------------ | --------------- | ------------ | --------------- | ------------- |
| 2003  | —                | —                | —                        | —                        | —               | —            | 1er tour (1/64) | I. Kafelnikov |
| 2004  | —                | —                | 1er tour (1/64)          | R. Federer               | 1er tour (1/64) | I. Labadze   | 1er tour (1/64) | G. Cañas      |
| 2005  | —                | —                | 2e tour (1/32)           | M. Puerta                | —               | —            | —               | —             |
| 2006  | 3e tour (1/16)   | J. I. Chela      | 1er tour (1/64)          | L. Dlouhý                | 2e tour (1/32)  | N. Mahut     | 1er tour (1/64) | Ł. Kubot      |
| 2007  | 1er tour (1/64)  | P. Kohlschreiber | 3e tour (1/16)           | G. Cañas                 | 2e tour (1/32)  | G. Monfils   | 1er tour (1/64) | I. Ljubičić   |
| 2008  | 2e tour (1/32)   | I. Andreev       | 1er tour (1/64)          | A. Montañés              | 1er tour (1/64) | T. Robredo   | —               | —             |
| 2009  | 1er tour (1/64)  | S. Bolelli       | 1er tour (1/64)          | R. Machado               | 2e tour (1/32)  | F. Verdasco  | —               | —             |
| 2010  | 1er tour (1/64)  | M. Berrer        | 1er tour (1/64)          | S. Darcis                | 1er tour (1/64) | J. Benneteau | 1er tour (1/64) | J. Blake      |

N.B. : à droite du résultat se trouve le nom de l'ultime adversaire.

### En double
| Année | Open d'Australie                                                                  | Open d'Australie                                                                | Internationaux de France                                                              | Internationaux de France                                                        | Wimbledon | Wimbledon | US Open | US Open |
| ----- | --------------------------------------------------------------------------------- | ------------------------------------------------------------------------------- | ------------------------------------------------------------------------------------- | ------------------------------------------------------------------------------- | --------- | --------- | ------- | ------- |
| 2003  | —                                                                                 | —                                                                               | 2e tour (1/16) X. Malisse \|\| style="text-align:left;" \| P. Haarhuis I. Kafelnikov  | —                                                                               | —         | —         | —       |         |
| 2004  | —                                                                                 | —                                                                               | —                                                                                     | —                                                                               | —         | —         | —       | —       |
| 2005  | —                                                                                 | —                                                                               | —                                                                                     | —                                                                               | —         | —         | —       | —       |
| 2006  | 2e tour (1/16) Y. Allegro \|\| style="text-align:left;" \| J. Björkman M. Mirnyi  | 2e tour (1/16) R. Wassen \|\| style="text-align:left;" \| J. Knowle J. Melzer   | 2e tour (1/16) Y. Allegro \|\| style="text-align:left;" \| M. Knowles D. Nestor       | 1/8 de finale O. Rochus \|\| style="text-align:left;" \| F. Santoro N. Zimonjić |           |           |         |         |
| 2007  | 2e tour (1/16) O. Rochus \|\| style="text-align:left;" \| Ł. Kubot O. Marach      | 1/8 de finale O. Rochus \|\| style="text-align:left;" \| F. Santoro N. Zimonjić | 2e tour (1/16) O. Rochus \|\| style="text-align:left;" \| B. Bryan M. Bryan           | 2e tour (1/16) Y. Allegro \|\| style="text-align:left;" \| M. Knowles D. Nestor |           |           |         |         |
| 2008  | 2e tour (1/16) Y. Allegro \|\| style="text-align:left;" \| M. Bhupathi M. Knowles | 1er tour (1/32) Y. Allegro \|\| style="text-align:left;" \| M. Daniel J. Thomas | 1er tour (1/32) S. Darcis \|\| style="text-align:left;" \| M. Kohlmann J.-C. Scherrer | —                                                                               | —         |           |         |         |
| 2009  | 1er tour (1/32) M. Kohlmann \|\| style="text-align:left;" \| S. Bolelli A. Seppi  | —                                                                               | —                                                                                     | —                                                                               | —         | —         | —       |         |
| 2010  | 1er tour (1/32) F. Gil \|\| style="text-align:left;" \| F. López R. Schüttler     | 1er tour (1/32) S. Prieto \|\| style="text-align:left;" \| J. Erlich D. Sela    | 1er tour (1/32) J. Coetzee \|\| style="text-align:left;" \| W. Moodie D. Norman       | 1er tour (1/32) J. Hájek \|\| style="text-align:left;" \| D. Marrero R. Ramírez |           |           |         |         |

N.B. : le nom du ou de la partenaire se trouve sous le résultat ; le nom des ultimes adversaires se trouve à droite.

## Parcours dans lesMasters 1000
| Année | Indian Wells           | Miami                  | Monte-Carlo            | Rome | Hambourg puis Madrid  | Canada                 | Cincinnati         | Madrid puis Shanghai   | Paris                |
| ----- | ---------------------- | ---------------------- | ---------------------- | ---- | --------------------- | ---------------------- | ------------------ | ---------------------- | -------------------- |
| 2004  | —                      | —                      | —                      | —    | —                     | —                      | —                  | 1er tour G. Cañas      | —                    |
| 2005  | —                      | —                      | —                      | —    | —                     | —                      | —                  | —                      | 2e tour T. Johansson |
| 2006  | 2e tour S. Grosjean    | 3e tour J. I. Chela    | 1/8 de finale R. Nadal | —    | 2e tour P.-H. Mathieu | 1er tour D. Gremelmayr | 2e tour A. Roddick | 1/8 de finale M. Safin | 2e tour M. Ančić     |
| 2007  | 1er tour T. Gabachvili | 1er tour P.-H. Mathieu | 1/8 de finale R. Nadal | —    | —                     | —                      | —                  | —                      | —                    |
| 2008  | —                      | 1er tour M. Čilić      | 2e tour R. Gasquet     | —    | 1er tour J. Acasuso   | —                      | —                  | —                      | —                    |
| 2009  | —                      | —                      | 1er tour I. Ljubičić   | —    | —                     | —                      | —                  | —                      | —                    |

N.B. : sous le résultat se trouve le nom de l’ultime adversaire.

## Classement ATP en fin de saison

### En simple
| Année | 2000 | 2001 | 2002 | 2003 | 2004 | 2005 | 2006 | 2007 | 2008 | 2009 | 2010 |
| Rang  | 1126 | 510  | 165  | 115  | 114  | 95   | 31   | 97   | 89   | 110  | 256  |

### En double
| Année | 2000 | 2001 | 2002 | 2003 | 2004 | 2005 | 2006 | 2007 | 2008 | 2009 | 2010 |
| Rang  | 831  | 379  | 701  | 335  | 871  | 162  | 59   | 72   | 170  | 992  | 205  |

Source : (en) Classements de Kristof Vliegen sur le site officiel de la Fédération internationale de tennis